# Gonocarpus acanthocarpus
Gonocarpus acanthocarpus är en slingeväxtart som först beskrevs av Adolphe-Théodore Brongniart, och fick sitt nu gällande namn av Anthony Edward Orchard. Gonocarpus acanthocarpus ingår i släktet Gonocarpus och familjen slingeväxter. Inga underarter finns listade i Catalogue of Life.